# 速降函数空间
速降函数空间（Schwartz space）是数学中一类函数的总称，也称为施瓦茨空间，指的是当 {\displaystyle X} 值趋向于无穷大时，函数值 {\displaystyle f(X)} 趋近0的速度“足够快”的函数。速降函数空间的一个重要性质是傅里叶变换对于这个空间是一个自同构，也就是说，速降函数进行傅里叶变换之后仍然会是速降函数。这个性质使得可以对 {\displaystyle {\mathcal {S}}} 的对偶空间中的元素，也就是缓增广义函数，来定义其傅里叶变换。速降函数空间的别称“施瓦茨空间”得名于法国数学家洛朗·施瓦茨，速降函数空间里的函数也被称为施瓦茨函数。

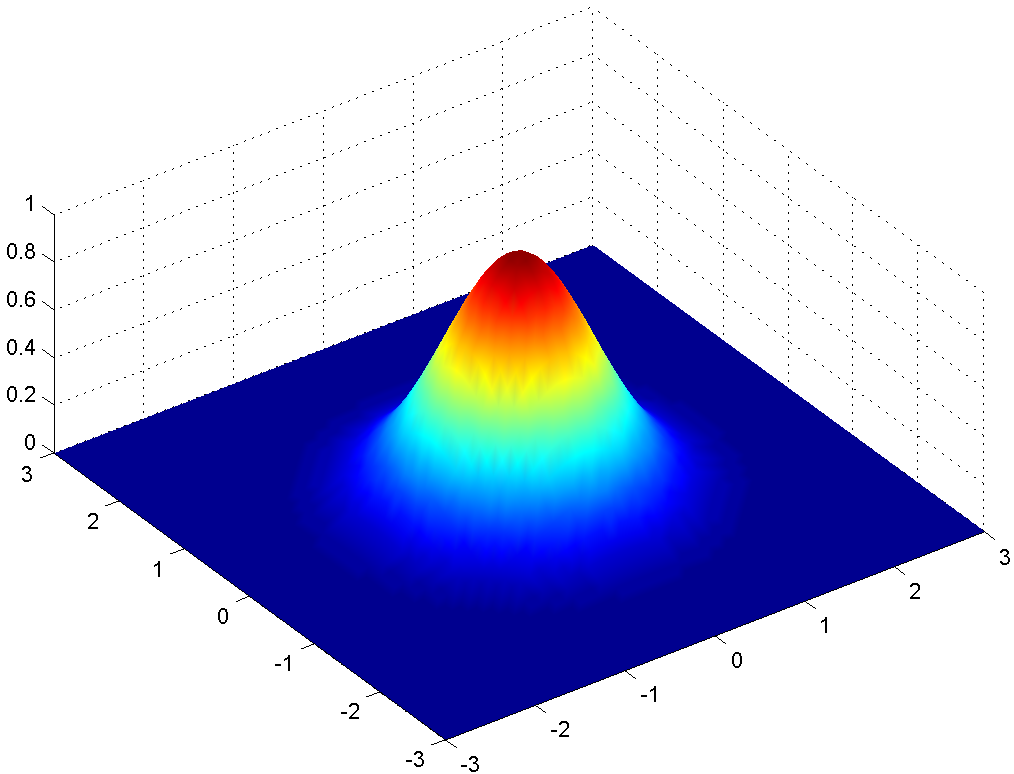
二维的高斯函数是速降函数的一个例子。

## 定义
欧几里得空间 {\displaystyle \mathbb {R} ^{n}} 上的速降函数空间 {\displaystyle {\mathcal {S}}} 是满足以下条件的函数的集合：
{\displaystyle {\mathcal {S}}\left(\mathbb {R} ^{n}\right)=\{f\in C^{\infty }(\mathbb {R} ^{n})\mid \|f\|_{\alpha ,\beta }<\infty \,\forall \,\alpha ,\beta \},}
其中 {\displaystyle \alpha }, {\displaystyle \beta } 是多重指标，{\displaystyle C^{\infty }(\mathbb {R} ^{n})} 是所有从 {\displaystyle \mathbb {R} ^{n}} 射到 {\displaystyle C} 的光滑函数。
{\displaystyle \|f\|_{\alpha ,\beta }=\sup _{x\in \mathbf {R} ^{n}}|x^{\alpha }D^{\beta }f(x)|.}
其中{\displaystyle \sup } 符号指函数的最小上界，{\displaystyle D^{\beta }}指多重指标下的导数。简单来说，速降函数是指当{\displaystyle |x|\to \infty } 时趋近于零的速度比所有的多项式的倒数都快，并且任意阶的导数都有这种性质的函数。

## 例子
- 设 {\displaystyle i} 是一个多重指标，{\displaystyle a} 是一个正实数，那么

{\displaystyle x^{i}e^{-ax^{2}}\in {\mathcal {S}}(\mathbb {R} ^{n})}
比如，高斯函数{\displaystyle f(x)=e^{-x^{2}}}就是一个速降函数。这是因为对任意的多重指标 {\displaystyle \alpha }, {\displaystyle \beta }
{\displaystyle \|f\|_{\alpha ,\beta }=\sup _{x\in \mathbf {R} ^{n}}|x^{\alpha }D^{\beta }f(x)|\leq x^{\alpha +\beta }2^{\|\beta \|}e^{-x^{2}}<\infty }。
- 任意的紧支撑光滑函数 {\displaystyle f} 都属于{\displaystyle {\mathcal {S}}}，这是因为f 的所有的导函数乘以任意的 {\displaystyle x^{\alpha }} 都是紧支撑的，所以必然有界，也就是说{\displaystyle (X^{\alpha }D^{\beta })f}在 {\displaystyle \mathbb {R} ^{n}} 上有最大值。

- 如果一个光滑函数仅仅满足自身乘以任意的 {\displaystyle x^{\alpha }} 都有界的话，这个函数不一定是速降函数。导函数也具有同样的性质这一点是很重要的。例如函数

{\displaystyle f(x)=e^{-x}\cdot e^{-ie^{2x}}}
f自身乘以任何的 {\displaystyle x^{\alpha }} 都有界，但它的导数：
{\displaystyle f'(x)=-e^{-x}\cdot e^{ie^{2x}}-2ie^{-x}ie^{2x}\cdot e^{ie^{2x}}=-f(x)+2e^{x}\cdot e^{ie^{2x}}}
而 {\displaystyle 2e^{x}\cdot e^{ie^{2x}}}是一个指数发散的函数，甚至不趋于零，当然不是速降函数。从而{\displaystyle f'(x)}也不是速降函数。

## 性质
- {\displaystyle {\mathcal {S}}} 是复数的弗雷歇空间。

- 如果{\displaystyle f} 是速降函数，那么{\displaystyle \|f\|_{\alpha ,\beta }}在{\displaystyle |x|\rightarrow \infty } 时一定趋于0。

- 速降函数空间{\displaystyle {\mathcal {S}}} 中的元素乘以多项式之后仍然属于{\displaystyle {\mathcal {S}}}。甚至只要函数{\displaystyle u} 在{\displaystyle |x|\rightarrow \infty } 时是某个多项式的等价无穷大，那么{\displaystyle {\mathcal {S}}} 中的元素乘以{\displaystyle u} 后仍在{\displaystyle {\mathcal {S}}} 中。

- 根据微分的莱布尼兹法则，速降函数空间{\displaystyle {\mathcal {S}}} 在函数乘法运算下封閉。也就是说，如果两个函数{\displaystyle f,g\in {\mathcal {S}}}，那麼有 {\displaystyle fg\in {\mathcal {S}}}。這裡的乘積是逐點乘積。

- 对所有的 {\displaystyle 1\leq p\leq \infty }，都有{\displaystyle {\mathcal {S}}(\mathbb {R} ^{n})\subset L^{p}(\mathbb {R} ^{n}),}，其中 {\displaystyle L^{p}(\mathbb {R} ^{n})} 是所谓的Lp空间，也就是说所有在 {\displaystyle \mathbb {R} ^{n}} 上 {\displaystyle p} 次可积的函数的空间。

- 傅里叶变换是 {\displaystyle {\mathcal {S}}\to {\mathcal {S}}} 的一个线性自同构。